# Walton (Cumbria)
Walton è un villaggio e parrocchia civile dell'Inghilterra, appartenente alla contea della Cumbria.